# Grallaricula ochraceifrons
Pita-formigueira-de-testa-ocre ou torom-de-fronte-ocre (Grallaricula ochraceifrons) é uma espécie de ave da família Formicariidae.
É endémica do Peru.
Os seus habitats naturais são: regiões subtropicais ou tropicais húmidas de alta altitude.
Está ameaçada por perda de habitat.